# نيكولاس ليغيزامون
نيكولاس ليغيزامون (بالإسبانية: Nicolás Leguizamón) هو لاعب كرة قدم أرجنتيني في مركز الهجوم، ولد في 26 يناير 1995 في سانتا في في الأرجنتين. لعب مع نادي أتليتيكو كولون.

## وصلات خارجية
- نيكولاس ليغيزامون على موقع قاعدة بيانات كرة القدم.إي يو (الإنجليزية)
- نيكولاس ليغيزامون على موقع Soccerway.com (الإنجليزية)